# Jochen Querengässer
Jochen Querengässer (* 3. Juli 1955 in Berlin) ist ein deutscher Politiker (PDS). Er war von 1995 bis 2001 Abgeordneter im Abgeordnetenhaus von Berlin.

## Leben
Jochen Querengässer besuchte die Polytechnische sowie die Erweiterte Oberschule und legte 1974 sein Abitur ab. Er schloss 1978 eine Ausbildung zum Elektronikfacharbeiter ab. Nach verschiedenen Tätigkeiten als Angestellter machte er sich 1992 im Transportbereich selbstständig.

## Partei und Politik
Querengässer war von 1975 bis 1990 Mitglied der SED, danach der PDS. Bei der Berliner Wahl 1995 gewann er zunächst das Direktmandat für den damaligen Wahlkreis Köpenick 2 und bei der folgenden Abgeordnetenhauswahl 1999 anschließend das Direktmandat im Wahlkreis Köpenick 3.